# Stadtgalerie Mannheim

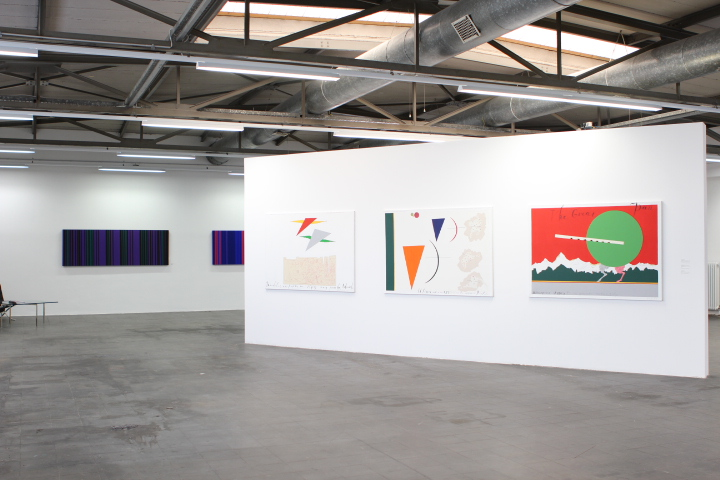
Blick in den Galerieraum während der Ausstellung „Text-Bild-Konzepte“

Die Stadtgalerie Mannheim war eine kommunale Institution für zeitgenössische Kunst in Mannheim, die von Mai 2011 bis Februar 2015 regelmäßig Wechselausstellungen zeigte. Nachfolgerin ist die Galerie Port25 – Raum für Gegenwartskunst.

## Geschichte
Die Galerie wurde am 5. Mai 2011 mit der Ausstellung Wahlverwandtschaften in von der Stadt angemieteten und jährlich mit 100.000 Euro bezuschussten Räumlichkeiten eröffnet. Die Absicht war dabei, regionalen Künstlern eine Gelegenheit zu verschaffen, sich und ihre Werke zu präsentieren. Zudem sollte die Galerie laut Sabine Schirra, Leiterin des Kulturamtes, „die Möglichkeit bieten, nationale und internationale Künstlerinnen und Künstler einzuladen und sich mit diesen zu vernetzen“. Das Konzept sah jährlich acht Ausstellungen vor. Die Räumlichkeiten waren von Anfang an als temporäre Lösung gedacht, da im Stadtteil Jungbusch ein Kreativwirtschaftszentrum geplant wurde, das eine privatwirtschaftlich zu betreibende Galerie beinhaltete. Diese sollte ab Anfang 2015 die Stadtgalerie Mannheim ablösen und deren inhaltliches Programm weiterführen.
Die geplante Ablösung der Stadtgalerie wurde seit 2013 in den regionalen Medien und der Künstlerschaft sehr kontrovers diskutiert, da sich das laufende Modell als sehr erfolgreich erwiesen habe. Deshalb wurde in Mannheim die Weiterführung der Galerie am bisherigen Standort über 2014 hinaus diskutiert. Letztendlich wurde der Standort jedoch Mitte Februar 2015 geschlossen. Nachfolgerin wurde – entsprechend der ursprünglichen Konzeption – das Port25 im Stadtteil Jungbusch, eine kommunale Stadtgalerie, die als Gewerbebetrieb mit jährlichen Zuschuss der Stadt Mannheim geführt wird, um die Bedingungen für die Gewährung von EU-Fördergeldern für den Bau einzuhalten.

## Trägerschaft und Leitung
Träger der Galerie war das Kulturamt der Stadt Mannheim, als Kurator fungierte Benedikt Stegmayer.

## Standort
Die Übergangslösung wurde in einer ehemaligen Bäckerei im Hinterhof des Quadrats S4, 17 realisiert. Dort standen insgesamt 480 Quadratmeter Fläche zur Verfügung, die entweder als ein großer Ausstellungsraum genutzt, oder durch Trennwände in drei Abschnitte aufgeteilt werden konnte.

## Programm
Die Stadtgalerie Mannheim zeigte Einzel- und Gruppenausstellungen zeitgenössischer und experimenteller Kunst mit regionalem Schwerpunkt. Ein wesentlicher Ansatz hierbei war es, die wichtigsten Künstler aus Mannheim und Umgebung in einen nationalen und internationalen Kontext zu stellen.
- 2015: Ordnungen des Zufalls: Ulf Aminde, Via Lewandowsky, Bernhard Sandfort
- 2014/2015: Boris Dornbusch
- 2014: Subversive Systeme. Poetische Transfiguration des Digitalen. Annie Abrahams, [EpidemiC] / Franco Berardi, Volker Hartmann-Langenfelder, Plan B, Igor Štromajer
- 2014: Gretta Louw – Me vs. Internet. Mannheimer Kunstpreis 2014 der Heinrich-Vetter-Stiftung
- 2014: Vanessa May – Packed and Shipped. Mannheimer Kunstpreis 2014 der Heinrich-Vetter-Stiftung (Förderpreis)
- 2014: External Memory – Internal History. Štěpánka Sigmundová – Jan Vlček. Austauschausstellung mit der Akademie der Bildenden Künste Prag
- 2014: 20 Jahre WeldeKunstpreis. Eine Retrospektive
- 2014: Hybride. Film und Video als Schnittstelle: Shahab Behzumi, Andreas Kessler, Gretta Louw, Max Negrelli, Franz Schömbs
- 2013/14: Nach dem Krieg: Günter Brus, Benjamin Hiller, Izudin Porovic, Walter Raum
- 2013/14: Henrik Schrat im Kabinett
- 2013: Insight Out / Konversion. 5. Fotofestival Mannheim Ludwigshafen Heidelberg. Donovan Wylie, Alessandra Sanguinetti und Dialogkünstlerin Agnes Lisa Wegner
- 2013: Im Kontext. Zeichnung als Haltung: Nadine Fecht, Barbara Hindahl, Pia Linz, Dorothee Rocke
- 2013: Mannheim – Solothurn (Austauschausstellung mit dem Kunstmuseum Solothurn)
- 2013: Spektrum Videokunst. Kooperation mit dem B-Seite-Festival für visuelle Kunst und Jetztkultur
- 2012/13: Mannheimer Kunstpreis 2012 der Heinrich-Vetter-Stiftung. Sarah Mock
- 2012/13: Finalist(inn)en des Mannheimer Kunstpreises 2012 der Heinrich-Vetter-Stiftung. Philip Emde, Falk Kästle und Silvia Szabó (Zeitgleich zur Einzelausstellung Sarah Mock im Kabinett der Stadtgalerie)
- 2012: Wolf Vostell zum 80. Jeder Mensch ist ein Kunstwerk
- 2012: Fragmente. Renate Brandt, Francisco Klinger Carvalho, Mimmo Catania, Werner Degreif, Susanne Neiss, Weimer & Weber, Veronika Witte
- 2012: Deltabeben. Regionale 2012. Gemeinsames Ausstellungsprojekt mit Mannheimer Kunstverein und Kunsthalle Mannheim
- 2012: Ben Patterson. Event Scores
- 2012: Norbert Nüssle. Malerei, Collagen
- 2012: WHO DECIDES? Ausstellungsprojekt zur zeitgenössischen Kunstproduktion mit 14 internationalen Künstlern
- 2012: Text-Bild-Konzepte: Milovan Markovic, Pavel Pepperstein, Victor Pivovarov, Jenny Watson
- 2011/12: Christian Patruno. Stand-off. Ausstellung anlässlich der Verleihung des Heinrich-Vetter-Kunstpreises
- 2011: Mannheim sieht Beyoğlu – Beyoğlu sieht Mannheim: Horst Hamann, Timurtaş Onan
- 2011: Heterotopien – Beyoğlu Blue: Karsten Kronas
- 2011: Fehler im Lauf der Dinge. Ausstellung mit Gabriele Künne, Knut Eckstein, Eric Tschernow (mit dem nicht umgesetzten Nationaltheater-Modell von Ludwig Mies van der Rohe)
- 2011: Offenes Atelier und Ausstellung: Konstantin Voit. Malfabrik
- 2011: Wahlverwandtschaften. Gruppenausstellung mit Simone Demandt, Margret Eicher, Florian Merkel, Esther Teichmann und Julia Ziegler

## Folgenutzung
Die Räumlichkeiten der ehemaligen Stadtgalerie Mannheim im S4 wurden in den Folgejahren für kulturelle Veranstaltungen und Podiumsgespräche genutzt. Dazu gehören beispielsweise eine Installation von Performern zum Start des Festivals „Wunder der Prairie“ im September 2015, oder Ausstellungen von Studierenden der Freien Kunstakademie Mannheim – darunter die im November 2018 eröffnete Ausstellung „The [new] Mannheim“ oder Bildhauerarbeiten im März 2020.